# یواس‌اس الگورما (ای‌تی-۳۴)
یواس‌اس الگورما (ای‌تی-۳۴) (به انگلیسی: USS Algorma (AT-34)) یک کشتی بود که طول آن ۱۵۶ فوت ۸ اینچ (۴۷٫۷۵ متر) بود. این کشتی در سال ۱۹۱۹ ساخته شد.